# Choucroute vùng Alsace

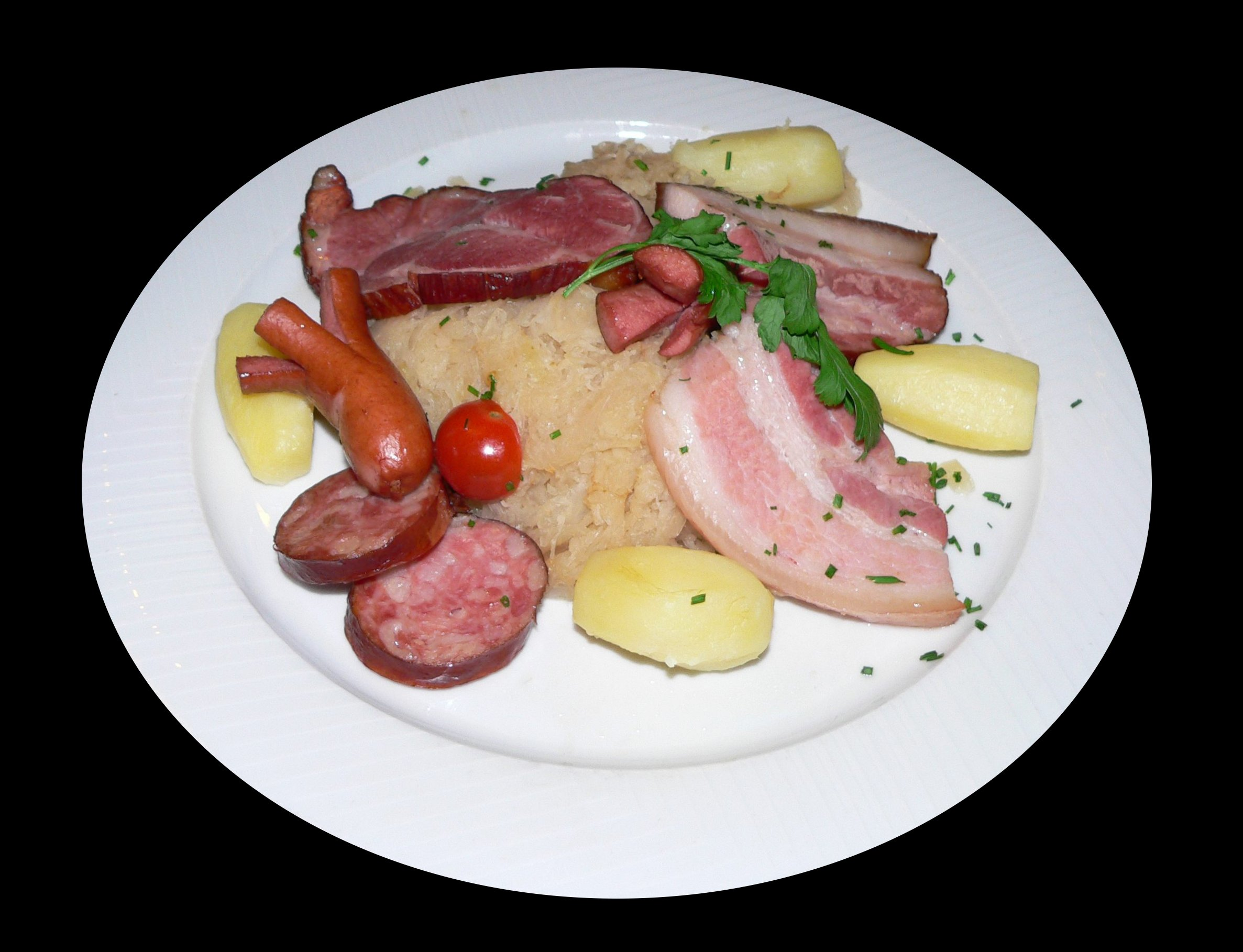
Một đĩa choucroute vùng Alsace truyền thống

Choucroute vùng Alsace (tiếng Pháp Choucroute d'Alsace) là một món ăn truyền thống của vùng Grand Est, với thành phần chính là dưa cải Đức (choucroute) cùng với xúc xích và các loai thịt muối khác. Món này cũng thường ăn kèm với khoai tây.
Mặc dù dưa cải Đức là một món ăn truyền thống của Đức và Đông Âu, việc sáp nhập các vùng Grand Est và Lorraine vào Pháp theo Hòa ước Westphalia năm 1648 đã làm các đầu bếp Pháp chú ý đến món ăn này và nó trở nên phổ biến tại Pháp.

## Thành phần
Về nguyên tắc, không có một công thức nhất định cho món ăn này. Chỉ cần dưa cải Đức nóng kết hợp cùng với thịt và khoai tây là tạo ra được món ăn. Tuy nhiên trên thực tế có một vài công thức truyền thống và được ưa chuộng hơn. Các công thức truyền thống thường gồm ba loại xúc xích: Xúc xích Frankfurt, xúc xích Strasbourg và xúc xích Montbéliard. Những miếng thịt lợn muối béo ngậy cũng thường là một phần của món ăn, bao gồm thịt xông khói, thịt vai, giăm bông. Những công thức khác có cả cá và thịt ngỗng, tuy nhiên không phổ biến.
Choucroute vùng Alsace trên thị trường Pháp được bán ở dạng đóng hộp hoặc chỉ cần hâm nóng bằng lò vi sóng là ăn được. Một phiên bản Hungary có thêm lá bắp cải vào trong thành phần. Bắp cải xắt nhỏ cũng có thể được thêm vào cùng với dưa cải để tạo ra một biến thể ít tính axit hơn.